# Jairamdas Doulatram
Jairamdas Doulatram (Karachi, Pakistan, 21 de juliol de 1891 - Delhi, Índia, 1 de març de 1979) fou un polític indi que participà en el moviment de no-cooperació iniciat per Mohandas Gandhi (Gandhi's Non-Cooperation Movement) de 1920-21. Entre 1925 i 1926 fou editor per al diari "The Hindustan Times". Fou membre del consell legislatiu de Bombai entre 1927 i 1929 i secretari general del Congrés Nacional el 1931. Entre 1946 i 1950 fou membre de la Indian Constituent Assembly, al mateix temps (1948-1950) que ministre de proveïments i d'agricultura del govern de l'Índia. També fou membre del Governing Body Gandhi Peace Foundation entre 1958 i 1970, i diputat del parlament indi des del 1959.